# 绝对零度
絕對零度（英語：absolute zero）是熱力學的最低溫度，是粒子動能低到量子力學最低點時物質的温度，絕對零度是僅存於理論的下限值，其熱力學溫標寫成0K，等於攝氏溫標零下273.15度（即−273.15℃）或華氏溫標零下459.67度（即−459.67℉）。物質的温度取決於其內原子、分子等粒子的動能。根據麥克斯韋-玻爾茲曼分佈，粒子動能越高，物質溫度就越高。理論上，若粒子動能低到量子力學的最低點時，物質即達到絕對零度，不能再低。然而，根據熱力學定律，絕對零度永遠無法達到，只可無限逼近。因為任何空間必然存有能量和熱量，也不斷進行相互轉換而不消失。所以絕對零度是不存在的，除非該空間自始即無任何能量熱量。在此一空間，所有物質完全沒有粒子振動，其總體積並且為零（絕對真空）。
有關物質接近絕對零度時的行為，可初步觀察德布洛伊波長。定義如下：
{\displaystyle \lambda _{th}\equiv {\frac {h}{\sqrt {2\pi mkT}}}}
其中{\displaystyle h}為普朗克常數、{\displaystyle m}為粒子的質量、{\displaystyle k}為波茲曼常數、{\displaystyle T}為絕對溫度。可見熱德布洛伊波長與絕對溫度的平方根成反比，因此當溫度很低的時候，粒子物質波的波長很長，粒子與粒子之間的物質波有很大的重疊，因此量子力學的效應就會變得很明顯。著名的現象之一就是在1995年首次被實驗證實的玻色-愛因斯坦凝聚，當時溫度降至只有1.7×10−7 K .

## 逼近絕對零度的方法
和外太空宇宙背景輻射的3K溫度做比較，實現玻色-愛因斯坦凝聚的溫度1.7×10−7K遠小於3K，可知在實驗上要實現玻色-愛因斯坦凝聚是非常困難的，因為這代表著我們需要將溫度降到宇宙背景輻射之下，而目前僅知在整個可知宇宙環境中只有回力棒星雲之溫度符合該條件，而造成該星雲溫度如此之低的原因之一為絕熱膨脹。要製造出如此極低的溫度環境，主要的技術是雷射冷卻和蒸發冷卻。
目前人类可以制造的最低温度为38皮可開爾文 （3.8×10−11 K）。
- 雷射冷卻
- 蒸發冷卻

## 負溫度
在常用的攝氏或華氏溫標下，以負數形式表示的温度只是單純的比此兩種表示方式下的零数值温度更低的温度。然而某些熱力學系统是可以達到真正意義上的負温度的，換句話說，這些系統在熱力學定義下的温度（以熱力學溫標K表示）可以是一个負的值。一个具有負温度的系統并不是說它比絕對零度更冷。恰恰相反，從感官上来講，具有負温度的系统將會比任意一個具有正温度的系统都更熱。當分别具有正負溫度的兩個系統接觸時，熱量會由負溫度系統流向正温度系统。
大多數常見的系統都無法達到負溫度，因為增加能量也會使得它们的熵增加的。但是，某些系统能够持有的能量是有上限的，當能量達到這個上限時，它們的熵實際上會減少。因為温度是由能量和熵之间的關係來定義的，所以即使能量在不停的增加，這個系统的温度仍会變成負值。所以，當能量增加時，對於處於負温度的系统，描述其狀態的玻尔兹曼因子会增大而不是减小。因此，没有一个完備的系统——包括电磁系统——能够達到负温度，這是因為能量狀態不會達到最大，所以不會有負温度出現。但是，對於準均衡系统（如因自旋而導致不均衡的電磁場）這一理論並不適用，所以準均衡系统是可能達到負温度的。
2013年1月3日，有物理學家聲稱首次製造出了高等自由態的負温度系统，該系统是由钾原子组成的量子氣體。